# Ante Martinac
Ante "Čiko" Martinac (Metković, 21. travnja 1944. – Zagreb, 17. srpnja 2006.), bivši je hrvatski sportski djelatnik i povjerenik Prve hrvatske nogometne lige.

## Životopis

### Metković
Ante Martinac je rođen u Metkoviću, 21. travnja 1944. Nakon školovanja u rodnom Metkoviću, kratko je bio nastavnik fizike i matematike u nekoliko osnovnih škola u dolini Neretve, a 25 godina radnog vijeka proveo je u TRO Razvitak iz Metkovića, gdje bio voditelj Elektronskog računskog centra, voditelj Općih poslova i predsjednik Radničkog savjeta. 
Suosnivač je Košarkaškog kluba Mladost, bio je tajnik rukometnog kluba Mehanika, utemeljitelj Auto moto društva Razvitak, te prve auto škole u gradu. Bio je član svih gradskih kulturnih društava (kazališnog, folklornog, pokladnog.), a bio je i predsjednik metkovske Gradske glazbe. Suosnivač je prve sportske vojne postrojbe u Domovinskom ratu, u sklopu 116. brigade HV "Neretvanski gusari" u Metkoviću.
Ostavio je dubok trag i u novinarstvu. Čak je 20 godina bio dopisnik TV Zagreb iz Metkovića, kao i nekoliko dnevnih novina u bivšoj Jugoslaviji. Jedan je od utemeljitelja Neretvanskog vjesnika i njegov dugogodišnji glavni urednik.
Ostat će raritet da je kao jedan od utemeljitelja popularnih projekata "Jadranski susreti" i "Susreti jadranskih konopaša" uspio Metković uvrstiti među gradove domaćine iako jedini od svih gradova sudionika nije na moru.
Iako nikada nije bio član Komunističke partije, dobio je Orden zasluga za narod.

### Hrvatski nogometni savez
Bio je igrač podmlatka i kraće vrijeme prve momčadi NK Neretva, a kasnije i dugodišnji tajnik kluba. Položio je sudački ispit, a obnašao je i dužnost nogometnog delegata na području Dalmacije. Bio je član predsjedništva, a od 1990. godine i predsjednik tadašnjeg Nogometnog saveza Dalmatinske regije, te zastupnik u Skupštini Fudbalskog saveza Jugoslavije i Nogometnog saveza Hrvatske (danas: Hrvatski nogometni savez) od 20. svibnja 1988. godine. Na Skupštini FSJ-a u Sarajevu 1990. g. prvi je predložio razdruživanje NSH-a od FSJ-a, a bio je i sudionik sljedeće Skupštine u Beogradu kada je NSH istupio iz FSJ-a.
Jedan je od utemeljitelja samostalnog Hrvatskog nogometnog saveza i član šesteročlanoga Kriznog stožera HNS-a početkom Domovinskoga rata, a jedan je od zaslužnih ljudi za obnavljanje hrvatske nogometne reprezentacije i organizaciju povijesne utakmice s reprezentacijom SAD-a u Zagrebu 1990.
Ante Martinac bio je voditelj Marketinga HNS-a od 1992. do 1997., a od 1997. do 2003. bio je povjerenik 1. HNL, kada je u medijima često oslovljavan kao „Prljavi Harry hrvatskog nogometa” zbog njegove odlučnosti u borbi protiv nepravilnosti i nepravdi u nogometu.

## Vanjske poveznice
- In memoriam na službenim stranicama Grada Metkovića